# Uwe Geese
Uwe Geese (* 23. Juni 1948 in Arolsen, heute Bad Arolsen) ist ein deutscher Kunsthistoriker.

## Werdegang
Geese studierte Kunstgeschichte, Klassische Archäologie, Philosophie und Neuere deutsche Literatur in Berlin (FU) und Marburg. 1980 wurde er in Marburg bei Martin Warnke und Hans-Joachim Kunst mit einer Arbeit über mittelalterliche Reliquien als Medien am Beispiel der Marburger Elisabethreliquien promoviert. Er erhielt daraufhin das „Richard Hamann-Stipendium des Landes Hessen“ und forschte zum Thema „Landschaft in der aktuellen Kunstszene“. Dem folgten Lehrtätigkeiten in Osnabrück, Frankfurt am Main und Marburg.
Nach kulturwissenschaftlichen Arbeiten zum Thema Jahrmarkt und Werbung spezialisierte er sich mit Forschungen zur Skulptur des Barock und der Renaissance im Liebieghaus, Museum alter Plastik, in Frankfurt am Main auf diese Kunstgattung. Seither erschienen von ihm zahlreiche Publikationen vor allem zur Geschichte der abendländischen Skulptur in insgesamt 20 Sprachen.
1986 leitete er eine Kultursendung im damals noch jungen Privatrundfunk, für die er zahlreiche Texte verfasste. Er lebt und arbeitet als freier Kunsthistoriker und Autor in Marburg.

## Schriften (Auswahl)
- Reliquienverehrung und Herrschaftsvermittlung, die mediale Beschaffenheit der Reliquien im frühen Elisabethkult, vorgelegt von Uwe Geese, 1979, DNB 211926930 (Dissertation A Universität Marburg,  Fachbereich Neuere deutsche Literatur und Kunstwissenschaft, 1980, VIII, 276 Seiten, Anhang: Illustrationen).
- Eintritt frei, Kinder die Hälfte. Kulturgeschichtliches vom Jahrmarkt. Jonas, Marburg 1981, ISBN 3-922561-07-1.
- Kunst im Rahmen der Werbung (Hrsg.). Jonas, Marburg 1982 (4.,letzte Auflage Marburg 1986), ISBN 3-922561-11-X.
- Reliquienverehrung und Herrschaftsvermittlung. Die mediale Beschaffenheit der Reliquien im frühen Elisabethkult (= Quellen und Forschungen zur hessischen Geschichte, Band 54). Hessische Historische Kommission Darmstadt und Historische Kommission für Hessen. Darmstadt und Marburg 1984, ISBN 3-88443-145-5 (Dissertation A Universität Marburg,  Fachbereich Neuere deutsche Literatur und Kunstwissenschaft, 1980, VIII, 276 Seiten, Anhang: Illustrationen).
- Nachantike großplastische Bildwerke Band IV: Italien, Niederlande, Deutschland, Österreich, Schweiz, Frankreich 1540/50 - 1780, Liebieghaus - Frankfurt am Main. Verlag Gutenberg. Melsungen 1984. ISBN 3-87280-024-8
- Skulpturen. Romanik, Gotik, Renaissance, Barock, Feierabend, Berlin 2004, ISBN 3-89985-048-3
- Mittelalterliche Skulptur in Deutschland, Österreich und der Schweiz (= Imhofs Kulturgeschichte). Imhof, Petersberg 2007. ISBN 978-3-86568-153-9.
- Marburg zu Fuß. Die schönsten Sehenswürdigkeiten zu Fuß entdecken, Societäts Verlag, Frankfurt am Main 2013, ISBN 978-3-95542-046-8.

## Aufsätze (Auswahl)
- Die Reliquien der Elisabeth von Thüringen im Interesse des Ketzerpredigers Konrad von Marburg, in: Clausberg/Kimpel/Kunst/Suckale (Hrsg.), Bauwerk und Bildwerk im Hochmittelalter, Anabas-Verlag. Gießen 1981, S. 127–140. ISBN 3-87038-082-9
- Whisky im Museum. DIE WA(H)RE ART. Bemerkungen zur Dimple-Drink-Art, in: Uwe Geese/Harald Kimpel (Hrsg.), Kunst im Rahmen der Werbung. Jonas Verlag. Marburg 1982 u.ö., 4. Auflage Marburg 1986, S. 87–112. ISBN 3-922561-11-X
- Die Heilige Elisabeth im Kräftefeld zweier konkurrierender Mächte. Zur Ausstattungsphase der Elisabethkirche zwischen 1280 und 1290, in: Die Elisabethkirche - Architektur in der Geschichte. Katalog 1. Ein Handbuch zur Ausstellung des Kunsthistorischen Instituts der Philipps-Universität Marburg. Marburg 1983, S. 55–67.
- Antike als Programm - Der Statuenhof des Belvedere im Vatikan, in: Ausstellungskatalog Liebieghaus, Natur und Antike in der Renaissance. Frankfurt am Main 1985, S. 24–50
  - „Renaissance Bronzes in Frankfurt“, Rezension von Wendy Stedman Sheard in: Art Journal, New York, Vol. 46, No. 2, Summer 1987, pp. 134–139,
- Sprache und Buchdruck als kultisches Instrumentarium in Luthers Brief an die Ratsherren von 1524, in: IMPRIMATUR. Ein Jahrbuch für Bücherfreunde, Neue Folge Band XIV, 1990–1991. Frankfurt am Main 1991, S. 123–142. ISBN 3-447-03142-5
- Die Spur des Menschlichen. Notizen zu einigen Kunstwerken von Carin Grudda. Zweisprachig deutsch/Italienisch, in: Carin Grudda. 50 Bronzen, 50 Bilder; 50 Bronzi, 50 Quadri. Juli 2003, S. 108–150. Ohne ISBN
- Das Modell als Ideal. Annäherungen an ein antifaschistisches Bildwerk von Viktor Dobrovolný (1909-1987), in: Das Modell in der bildenden Kunst des Mittelalters und der Neuzeit. Festschrift für Herbert Beck. Michael Imhof Verlag. Petersberg 2006, S. 275–287, ISBN 3-86568-113-1

## Buchbeiträge (Auswahl)
- Die Skulptur der italienischen Renaissance, in: Die Kunst der italienischen Renaissance. Architektur, Skulptur, Malerei, Zeichnung. Hrsg. von Rolf Toman. Könemann Verlag. Köln 1994 u.ö., wieder aufgelegt von Tandem Verlag. Köln 2005 u.ö., S. 176-–37. ISBN 978-3-8331-1040-5
- Romanische Skulptur, in: Die Kunst der Romanik. Architektur, Skulptur, Malerei. Hrsg. von Rolf Toman. Könemann Verlag. Köln 1996 u.ö., wieder aufgelegt von Tandem Verlag. Köln 2004 u.ö., S. 256–375. ISBN 978-3-8331-1039-9
- Skulptur des Barock in Italien und Zentraleuropa, in: Die Kunst des Barock. Architektur, Skulptur, Malerei. Hrsg. von Rolf Toman. Könemann Verlag. Köln 1997 u.ö., wieder aufgelegt von Tandem Verlag. Köln 2004 u.ö., S. 274–353. ISBN 978-3-8331-1041-2
- Skulptur der Gotik in Frankreich, Italien, Deutschland und England, in: Die Kunst der Gotik. Architektur, Skulptur, Malerei. Hrsg. von Rolf Toman. Könemann Verlag. Köln 1998 u.ö., wieder aufgelegt von Tandem Verlag. Köln 2004 u.ö., S. 300–371. ISBN 978-3-8331-1038-2
- Skulptur des Klassizismus, in: Klassizismus und Romantik. Architektur, Skulptur, Malerei, Zeichnung. 1750–1848. Hrsg. von Rolf Toman. Könemann Verlag. Köln 2000 u.ö., wieder aufgelegt von Tandem Verlag. Köln 2006, S. 250–317. ISBN 978-3-8331-1430-4
- Romanische Skulptur, in: Romanik. Architektur, Skulptur, Malerei. Hrsg. von Rolf Toman. Feierabend Verlag. Berlin 2002, S. 140–197. ISBN 3-936761-00-0
- Romanische Malerei, in: Romanik. Architektur, Skulptur, Malerei. Hrsg. von Rolf Toman. Feierabend Verlag. Berlin 2002, S. 198–240. ISBN 3-936761-00-0
- Romanik 1000-1250. Forcierter Kirchenbau europaweit, in: Ars Sacra. Christliche Kunst von den Anfängen bis in die Gegenwart. Hrsg. von Rolf Toman. Tandem Verlag. Potsdam 2010, S. 188–301. ISBN 978-3-8331-5139-2
- Skulptur der Renaissance in Italien, in: Renaissance. Kunst und Architektur des 15. und 16. Jahrhunderts in Europa. Hrsg. von Rolf Toman. Paragon Books. Bath, New York, Singapore, Hong Kong, Cologne, Delhi, Melbourne, Amsterdam, Johannesburg, Auckland, Shenzhen 2011, S. 110–171. ISBN 978-1-4075-1155-9
- Skulptur der Renaissance außerhalb Italiens, in: Renaissance. Kunst und Architektur des 15. und 16. Jahrhunderts in Europa. Hrsg. von Rolf Toman, Paragon Books. Bath, New York, Singapore, Hong Kong, Cologne, Delhi, Melbourne, Amsterdam, Johannesburg, Auckland, Shenzhen 2011, S. 456–475. ISBN 978-1-4075-1155-9